# Stranger in This Town
Stranger in This Town е дебютният солов албум на китариста на Бон Джоуви, Ричи Самбора. В него Самбора свири песни със силно блусово влияние, които не биха паснали в творчеството на групата Бон Джоуви. Албумът се състои от 10 песни и е издаден като CD и аудиокасета през 1991 г., съответно от Jambco и Mercury. През 1994 г. е преиздаден от Island/Mercury като аудиокасета и от Mercury като CD.  В албума участват няколко гост-музиканти, сред които са Ерик Клептън, Дейвид Брайън и Тико Торес.  Албумът достига 36-о място в Билборд 200. 

## Песни
Албумът се състои от десет песни, написани от Самбора и други, с изключение на последната, която е кавър версия на песни на Джими Хендрикс и Дийп Пърпъл. .
1. Rest in Peace (Ричи Самбора, Дейвид Брайън) – 3:47
2. Church of Desire (Самбора) – 6:09
3. Stranger in This Town (Самбора, Брайън) – 6:15
4. Ballad of Youth (Самбора, Том Маролда) – 3:55
5. One Light Burning (Самбора, Маролда, Брус Фостър) – 5:51
6. Mr. Bluesman (Самбора) – 5:16
7. Rosie (Джон Бон Джоуви, Самбора, Дезмънд Чайлд, Дайън Уорън) – 4:51
8. River of Love (Самбора) – 5:11
9. Father Time (Самбора, Чайлд) – 6:05
10. The Answer (Самбора, Фостър) – 5:07
11. Wind Cries Mary (Джими Хендрикс) – 5:57 / When a Blind Man Cries (Дийп Пърпъл) – 5:31